# Barbacenia fanniae
Barbacenia fanniae är en enhjärtbladig växtart som först beskrevs av Nanuza Luiza de Menezes, och fick sitt nu gällande namn av Mello-silva. Barbacenia fanniae ingår i släktet Barbacenia och familjen Velloziaceae. Inga underarter finns listade.